# Distretto di Khamyab
Il distretto di Khamyab è un distretto dell'Afghanistan appartenente alla provincia dello Jowzjan. Viene stimata una popolazione di 7 074 abitanti (stima 2016-17).